# ʿAbdallāh ibn ʿAbbās
ʿAbdallāh ibn ʿAbbās (عبد الله بن عباس‎; geboren 619 in Mekka; gestorben um 688 in Ta'if), im Überlieferungswesen im Allgemeinen als Ibn ʿAbbās zitiert, war ein Cousin des Propheten Mohammed und gilt als einer der ältesten Exegeten des Korans. Aufgrund seiner großen Bedeutung als religiöse Autorität hat er den Beinamen ḥabr al-umma („Gelehrter der Umma“) erhalten. Seine Überlieferungen werden sowohl von Sunniten wie von Schiiten respektiert.

## Leben
Er war der Sohn von al-ʿAbbās ibn ʿAbd al-Muttalib (dem Stammvater der Abbasiden und jüngster Bruder von Mohammeds Vater) und Umm al-Fadl Lubaba, der Schwester von Maymuna bint al-Harith, einer späteren Frau von Mohammed, die er um 629 in dem Ort Sarif geheiratet haben soll. Ibn ʿAbbās überlieferte viele Einzelheiten aus dem Leben des Propheten Mohammed, obwohl er ein Kind war, als der Prophet starb. Während des Kalifats von ʿUthmān ibn ʿAffān beteiligte er sich an der Sammlung und Redaktion des Korantextes. Nach Übernahme des Kalifats durch Muʿāwiya I. (661) lebte Ibn ʿAbbās, von der politischen Bühne zurückgezogen, in der Stadt Mekka. In diese Zeit fällt seine Tätigkeit als Gelehrter, Koranexeget und Erteiler von Rechtsgutachten, mit der er den Grundstein der mekkanischen Gelehrsamkeit legte.

## Koranexegese
Ibn ʿAbbās ist dafür bekannt, dass er zur Erklärung des unverständlichen, fremdartigen Wortgutes im Koran (Gharīb al-Qurʾān) die Verse altarabischer Dichter heranzog. Anlässlich der Kommentierung des Wortes ḥaradsch („Beschwerlichkeit“) in Sure 22:78 soll er den Grundsatz ausgesprochen haben: „Wenn im Koran etwas als fremdartig erscheint, so sehet euch um in der Poesie; denn sie ist echt arabisch“. Die gelehrte Tradition überliefert einen Katalog von 200 Koranworten, deren Bedeutung Ibn ʿAbbās dem Charidschitenführer Nāfiʿ ibn al-Azraq mit Zitaten aus der altarabischen Dichtung erklärt haben soll.
Ibn ʿAbbās beschäftigte sich auch intensiv mit dem biblischen Erzählgut des Korans. Viele seiner Erklärungen hierzu aber auch zu anderen Bereichen bezog er von den jüdischen Konvertiten Kaʿb al-Aḥbār und ʿAbdallāh ibn Salām sowie allgemein von den Ahl al-kitāb.
Die koranexegetischen Beiträge von Ibn ʿAbbās sind in späteren Werken gesammelt worden. Eine der bekanntesten Zusammenstellungen dieser Art hat den Titel Tanwīr al-miqbās min tafsīr Ibn ʿAbbās und wird dem schafiitschen Gelehrten al-Fīrūzābādī (st. 1414) zugeschrieben. Wie Andrew Rippin 1994 gezeigt hat, handelt es sich allerdings um eine Fehlzuschreibung. Das Werk muss schon lange vor al-Fīrūzābādī kompiliert worden sein.
Arthur Jeffery hat die in den verschiedenen Quellen überlieferten Lesevarianten des Ibn ʿAbbās 1937 zusammengestellt, um mit ihrer Hilfe die Geschichte des Korantextes zu dokumentieren.